# Marshall Warren Nirenberg
Marshall Warren Nirenberg (New York, 1927. április 10. – New York, 2010. január 15.) amerikai biokémikus és genetikus. 1968-ban Robert W. Holley-val és Har Gobind Khoranával megosztva elnyerte az orvostudományi Nobel-díjat a genetikai kód megfejtéséért.

## Tanulmányai
Marshall W. Nirenberg 1927. április 10-én született New Yorkban, zsidó családban, Harry és Minerva Nirenberg gyermekeként. A család 1939-ben a floridai Orlandóba költözött. Nirenberg a Floridai Egyetemen tanult zoológiát; 1948-ban BSc, 1952-ben MSc fokozatot szerzett, szakdolgozatát a tegzesek ökológiájából és taxonómiájából írta. Érdeklődése ekkor fordult a biokémia iránt és a doktorátust már a Michigani Egyetem biokémiai tanszékén szerezte meg (témája a tumorsejtek cukorfelvétele volt).

## A genetikai kód megfejtése

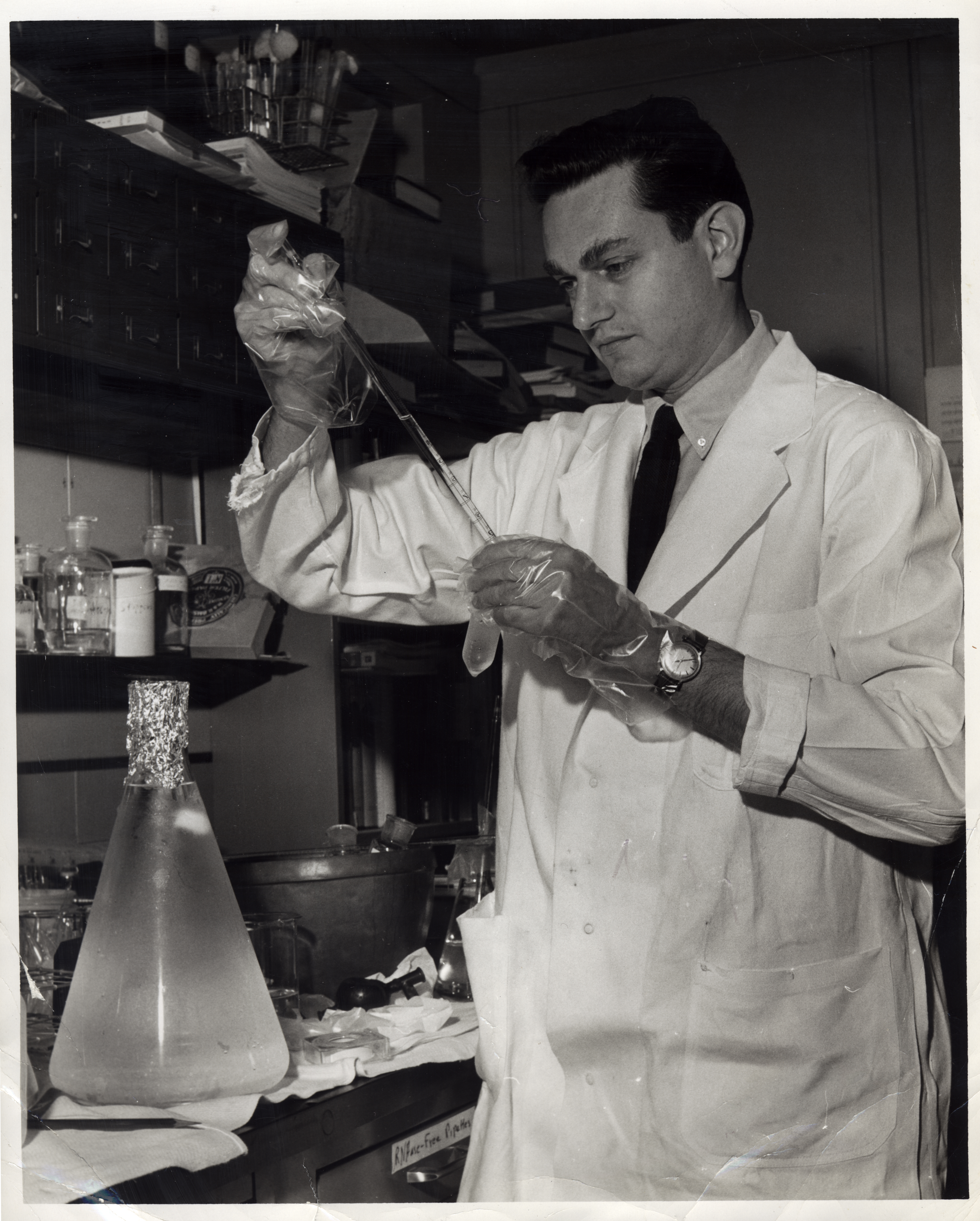
Nirenberg a laboratóriumban (1962)

1957-ben kezdte meg posztdoktori kutatómunkáját a National Institutes of Health-nél (NIH) először ösztöndíjasként, majd 1959-ben véglegesítették. 1959-ben kezdett el foglalkozni azzal, miképp íródik át a DNS-ben tárult információ a fehérjék aminosavsorrendjévé. Akkoriban elvi alapon feltételezték, hogy a DNS láncán három egymást követő nukleotid kódolhat egy aminosavat a fehérjékben (mert csak két nukleotid nem lett volna elég a 20 aminosav kódolásához), de hogy melyik hármas (triplet) milyen aminosavnak felel meg, az ismeretlen volt. Nirenberg és egy fiatal német vendégkutató, Heinrich Matthaei csak uracilból álló RNS-láncot és radioaktívan jelölt aminosavakat adtak a sejtmentes baktériumhomogenizátumhoz és a kísérlet végén fenil-alaninból álló polipeptidet kaptak, vagyis kiderült, hogy a fenilalanin kódja a három uracil (UUU). Eredménye nagy feltűnést keltett tudományos körökben. Rövidesen meghatározta a több egynemű (AAA, GGG, CCC) kódot is, majd a többi kód meghatározásához az aminosavak transzfer RNS-ekhez való kötődését használta fel (a 64 tripletből 54-et így határoztak meg). Vele párhuzamosan az Amerikában dolgozó indiai Khorana is a kód megfejtésén dolgozott, melyet 1966-re fejeztek be.
Nirenberg későbbi kutatómunkája a neurobiológiára és az embrionális fejlődésre fókuszált, támogatta az embrionális őssejtek felhasználást és a terápiás célú klónozást.

## Elismerései

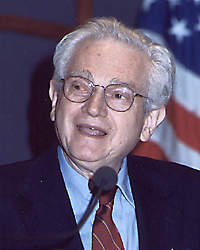
Marshall Nirenberg 2003-ban

1968-ban Marshall Nirenberg, Har Gobind Khorana és a t-RNS-ek szerkezetét megfejtő Robert W. Holley elnyerte az orvostudományi Nobel-díjat.
Nirenberget 1962-ben kinevezték a NIH biokémiai genetikai részlegének vezetőjévé. 1965-ben Nemzeti Tudományos Éremmel, 1968-ban pedig az orvostudományi alapkutatásért adott Albert Lasker-díjjal és az Amerikai Kémiai Társaság Priestley-díjával tüntették ki.

## Családja
Marshall W. Nirenberg 1961-ben házasodott össze Perola Zaltzman brazíliai vegyésszel, gyermekük nem született. Perola 2001-ben meghalt és Nirenberg 2005-ben feleségül vette Myrna Weissmannt.
Marshall W. Nirenberg 2010. január 15-én halt meg rákban, 82 éves korában.